# Египетско-индийские отношения
Египетско-индийские отношения — двусторонние дипломатические отношения между Египтом и Индией. Страны являются членами БРИКС, Организации Объединённых Наций (ООН) и Движения неприсоединения.

## История
В 1955 году президент Египта Гамаль Абдель Насер и премьер-министр Индии Джавахарлал Неру стали основателями Движения неприсоединения. Во время Суэцкого кризиса 1956 года Джавахарлал Неру поддержал Египет и угрожал вывести Индию из Содружества наций. В 1967 году во время Шестидневной войны Индия приняла сторону Египта. В 1977 году Нью-Дели охарактеризовал визит президента Анвара Садата в Иерусалим как «смелый» поступок и расценил мирный договор между Египтом и Израилем как первый шаг на пути к справедливому урегулированию ближневосточной проблемы. Экспорт Египта в Индию: хлопок-сырец, сырые и промышленные удобрения, нефть и нефтепродукты, органические и неорганические химические вещества, кожа и изделия из железа. Экспорт Индии в Египет: хлопчатобумажная пряжа, кунжут, кофе, травы, табак и чечевица. Министерство нефти Египта также в настоящее время ведет переговоры о создании завода по производству удобрений, работающего на природном газе, с другой индийской компанией. 
Президент Египта Хосни Мубарак посетил Индию в 2008 году, где провел переговоры с премьер-министром Манмоханом Сингхом.
Президент Египта Мухаммед Мурси посетил Индию с 18 по 21 марта 2013 года в качестве главы делегации министров высокого уровня, в то время как товарооборот между двумя сторонами вырос на рекордные 30 %.

## Экономические отношения
Индия является четвертым по величине торговым партнером Египта после США, Италии и Саудовской Аравии.

### Нефть
В 2003 году индийская компания Reliance Petroleum подписала контракт с египетской компанией Egyptian General Petroleum Corporation на импорт сырой нефти. За два года до заключения контракта Индия уже импортировала сырую нефть из Египта. В августе 2004 года индийская компания GAIL приобрела 15 % египетской компании Egypt Nat Gas, которая занимается маркетингом и распределением природного газа в Египте. Министры нефти Египта и Индии встретились в 2004 году, чтобы обсудить перспективы инвестиций и покупки нефти и газа из Египта.

### Энергоресурсы
В 2008 году индийская компания KEC International получила свой самый крупный заказ на сумму 89 миллионов долларов США от Egyptian Electricity Transmission Company. Заказ финансировался через Европейский инвестиционный банк и Национальный банк Египта. Заказ включал проектирование, поставку и строительство опор ЛЭП и прокладку 196 км линий электропередачи в Египте. Проект был завершен за 24 месяца. KEC International прокладывает линии электропередачи в Египте более 40 лет и недавно заключила контракт на 8,4 миллиона долларов США на поставку опор воздушной передачи для линии электропередачи Египет-Иордания.

### Инвестиции
В 2011 году египетские инвестиции в Индию составили около 30 миллионов долларов США. Египетская компания Elsewedy Electric производит электросчетчики в Индии. Другая египетская компания, Global Telecom Holding, раньше имела 10 % акций компании Hutchinson-Essar, которую затем купил Vodafone.
В 2016 году индийские инвестиции в Египет составляют сумму 2,5 миллиарда долларов США в около 45 проектов. В апреле 2007 года OVL и его партнер IPR Red Sea Inc объявили об открытии крупного нефтяного месторождения в Суэцком заливе и сообщили о втором открытии в ноябре 2008 года, хотя позже эти месторождения были признаны коммерчески нерентабельными. В марте 2008 года Gujarat State Petroleum Corporation Ltd (GSPC) подписала концессионное соглашение на два блока разведки нефти и газа в Египте. Впоследствии в 2010 году GSPC приобрела еще три геологоразведочных блока в районе Красного моря.